# Vučevica (Chorwacja)
Vučevica – wieś w Chorwacji, w żupanii splicko-dalmatyńskiej, w gminie Klis. W 2011 roku liczyła 56 mieszkańców.